# Walt Disney Television
Disney General Entertainment Content, anteriormente Capital Cities/ABC, Inc., ABC Group, Disney–ABC Television Group e a segunda encarnação da Walt Disney Television, é uma divisão da The Walt Disney Company que supervisiona seu conteúdo de televisão próprio e operado, ativos e subdivisões.
Após a aquisição da 21st Century Fox pela Disney em 20 de março de 2019, a divisão recebeu o nome de unificação de Walt Disney Television e rebatizada dois anos depois como Disney General Entertainment Content. As subdivisões da DGEC incluem a ABC, ABC News, Disney Branded Television, Disney Media and Entertainment Distribution (anteriormente), Disney Television Studios, ABC Signature, 
ABC Family Worldwide e Hulu Original Content Teams, ativos adquiridos da 21st Century Fox e integrados nesta divisão incluem FX Networks, FX Productions, 20th Television e 20th Television Animation.

## Unidades

### Estrutura atual
Em setembro de 2022, a seguir estão as unidades atuais da Disney General Entertainment com base na estrutura de relatórios:
| Unidade                                                                 | Subsidiárias |
| ----------------------------------------------------------------------- | --- |
| Disney Television Studios                                               | - ABC Signature - 20th Television - 20th Television Animation |
| ABC Entertainment, Hulu & Disney Branded Television Streaming Originals | - ABC Entertainment - Hulu Originals - Disney Branded Television (conteúdo e streaming) - Disney Channel - Disney Junior - Disney XD - Disney Original Documentary - Disney Television Animation - It's a Laugh Productions - Unscripted and Alternative Entertainment - Walt Disney Television Alternative |
| Disney Branded Television (programação)                                 | - Disney Channel - Disney Junior - Disney XD |
| Freeform e Onyx Collective                                              | - Freeform - Onyx Collective |
| FX Networks                                                             | - FX - FXX - FX Movie Channel - FX Entertainment - FX Productions |
| National Geographic Global Networks                                     | - National Geographic - Nat Geo Wild - Nat Geo Mundo - National Geographic Studios |
| ABC News                                                                | - ABC Audio - ABC News Radio |

### Antigas unidades
Transferidas para Disney Media and Entertainment Distribution (DMED)
- Disney XD[7]
- ABC Owned Television Stations[8]

Transferências de reorganização de 2018

Estes ativos foram transferidos para Walt Disney Direct-to-Consumer & International em 2018, os quais incluem:
- Walt Disney Studios Home Entertainment – também conhecido como Disney-ABC Home Entertainment and Television Distribution
  - Disney–ABC Domestic Television – anteriormente Buena Vista Television
- Disney Media Distribution – anteriormente Disney–ABC International Television e antes disso, ABC Cable and International Broadcast Group
- Disney Channels Worldwide - apenas canais internacionais
  - Broadcast Satellite Disney Co., Ltd. (Abril de 2009 – 2018) – operadora do canal Dlife (Japão)[10]
  - Hungama TV (2006–2018)
- Buena Vista International Television Investments
  - RTL Disney Television Limited Partnership, 50%[11] (–2018)
  - Tele Munich Television Media Participation Limited Partnership, 50%[11]
    - RTL 2 Television Limited Partnership, 31.5% (–2018)
      - RTL II (Alemanha)
- Super RTL (1995-2021) Alemanha
  - Kividoo assinatura de vídeo sob demanda (2015)
  - Toggo Plus (2016)

Outros
- ABC Radio Networks (1945–2007) vendida para Cumulus Media
  - American Contemporary Network (1 de janeiro de 1968)
  - American Information Network (1 de janeiro de 1968)
  - American Entertainment Network (1 de janeiro de 1968)
  - American FM Network	(1 de janeiro de 1968)
  - ABC Rock Radio Network (4 de janeiro de 1982)
  - ABC Direction Radio Network (4 de janeiro de 1982)
  - ABC Talk Radio (década de 1980)
  - Urban Advantage Network (UAN)
- Radio Disney Group (2003–2014) vendeu estações individuais, exceto uma.
- Walt Disney Television (1999-2003)
- Disney MovieToons/Disney Video Premieres (1996-2003) veio como parte da transferência da Disney TV Animation para Walt Disney Feature Animation.
- DIC Entertainment, L.P. (1996-2000) vendido de volta para Andy Heyward.
- Jetix - fundida com a Disney Channels Worldwide.
- ABC News Now (2004-2009) rede de subcanal digital.
- Touchstone Television (2020) incorporada à 20th Television[12]